# Liste des maires de Villeneuve-Saint-Georges
Le ou la maire de Villeneuve-Saint-Georges est le principal élu qui dirige l'exécutif de la commune française de Villeneuve-Saint-Georges, dans le département du Val-de-Marne, en région Île-de-France.  
La maire actuelle est Kristell Niasme, depuis le 8 février 2025.

## Liste des maires

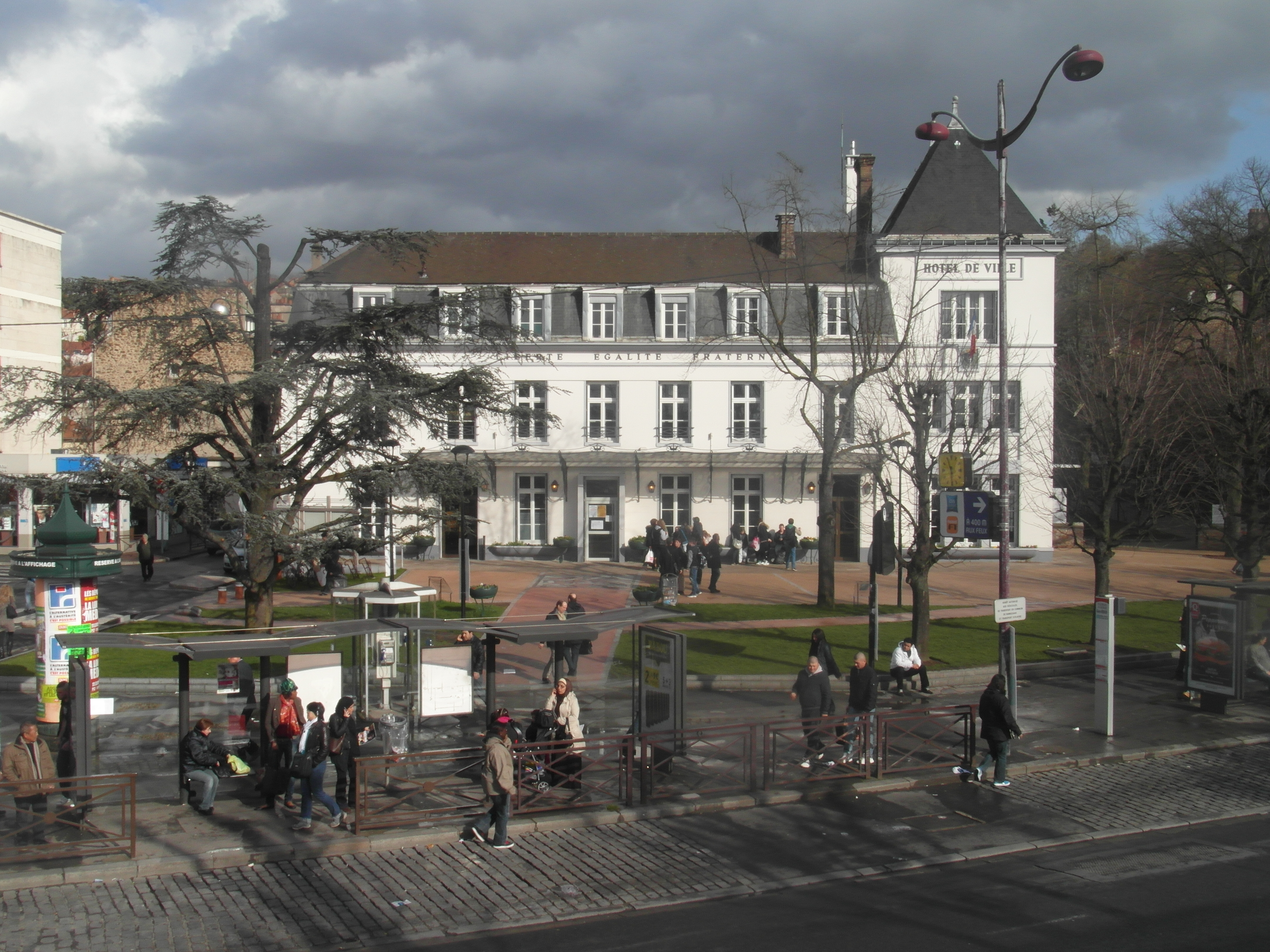
L'hôtel de ville de Villeneuve-Saint-Georges.

| Période        | Période        | Identité                            | Étiquette | Qualité |
| -------------- | -------------- | ----------------------------------- | --------- | --- |
| 1790           | 1791           | Jean-Baptiste Neveu                 |           | |
| 1791           | 1792           | Jacques Legros                      |           | |
| 1792           | 1793           | Jean-Charles Godineau               |           | |
| 1793           | 1795           | Sauveur Delahaye                    |           | |
| 1795           | 1801           | M. Dome                             |           | |
| 1801           | 1806           | Jean-Claude Le Bel                  |           | |
| 1806           | 1814           | Pierre-Brossolette Jolly de la Tour |           | |
| 1814           | 1815           | M. Desforges                        |           | |
| 1815           | 1820           | M. Chesnel-La Rossière              |           | |
| 1820           | 1831           | Denis-Placide Bouriat               |           | |
| 1831           | 1848           | Jacques-Isidore Magnan              |           | |
| 1848           | 1852           | Alexandre-Louis Waubert             |           | |
| 1852           | 1854           | Augustin-François Crette            |           | |
| 1854           | 1859           | Félix Cottreau                      |           | |
| 1859           | 1871           | Jean-Baptiste Benou                 |           | Directeur du Théâtre-Lyrique                                                                                        |
| 1871           | 1873           | Charles-Auguste Fresson             |           | Négociant |
| 1873           | 1876           | Alexandre-Louis Ricard              |           | |
| 1876           | 1881           | Charles-Henri Lemaire               |           | Industriel |
| 1881           | 1883           | Antoine Matillon                    |           | Grossiste en vins                                                                                                   |
| 1883           | 1886           | Paul-Louis Geoffroy                 |           | Médecin |
| 1886           | 1892           | Émile Buschop                       |           | Ingénieur |
| 1892           | 1894           | Jean-Baptiste Baille-Lemaire        |           | Astronome |
| 1894           | 1902           | Étienne Roucher                     |           | Propriétaire |
| 1902           | 1904           | Marcel Dellac                       |           | Médecin |
| 1904           | 1919           | Gaston Hemmerschmidt                | Radical   | Propriétaire |
| 1919           | 1935           | Henri Leduc                         | SFIO      | Directeur d'imprimerie                                                                                              |
| 1935           | 1939           | Henri Janin                         | PCF       | Ajusteur |
| 1939           | 1940           | Hector Bouscat                      |           | Directeur de l'asile de Saint-Cyr l'École                                                                           |
| 1941           | 1942           | Robert Renault                      |           | Agent immobilier |
| 1942           | 1944           | Camille Brunet                      |           | Chef du bureau au Comptoir d'escompte                                                                               |
| 1944           | 1946           | Henri Janin                         | PCF       | Ajusteur |
| 1946           | 1947           | Charles Benoist                     | PCF       | Cheminot Député de Seine-et-Oise                                                                                    |
| 1947           | 1957           | Roger Vermot-Desroches              | PCF       | Administrateur de l'hôpital Maire de Seloncourt (1925 → 1929 et 1931 → 1935)                                        |
| 1957           | 1977           | Marius Faïsse                       | SFIO      | Cheminot |
| 1977           | 1983           | Roger Gaudon                        | PCF       | Ouvrier Sénateur |
| 1983           | 1989           | Marius Faïsse                       | UDF-PSD   | Cheminot |
| mars 1989      | juin 1995      | Roger-Gérard Schwartzenberg         | MRG       | Député Ministre |
| juin 1995      | mars 2001      | Roger Grésil                        | UDF       | Entrepreneur |
| 18 mars 2001   | 5 juillet 2001 | Roger-Gérard Schwartzenberg         | PRG       | Député Ministre |
| 5 juillet 2001 | mai 2002       | Gérard Racine                       | PRG       | Inspecteur de l'Éducation nationale                                                                                 |
| 6 mai 2002     | 21 mars 2008   | Roger-Gérard Schwartzenberg         | PRG       | Député Ministre |
| 21 mars 2008,  | 3 juillet 2020 | Sylvie Altman,                      | PCF       | Attachée principale territoriale Conseillère régionale d'Île-de-France, Récipiendaire de l'ordre national du Mérite |
| 4 juillet 2020 | 8 février 2025 | Philippe Gaudin                     | DVD       | |
| 8 février 2025 | en cours       | Kristell Niasme                     | LR        | |